# John Townsend
Pour les articles homonymes, voir Townsend.
John Sealy Edward Townsend (7 juin 1868 à Galway, Comté de Galway, Irlande - 16 février 1957 à Oxford, Angleterre) est un physicien et mathématicien irlandais qui a mené différentes expériences sur la conductivité électrique des gaz et a mesuré directement la charge électrique. Il a occupé la chaire de physique Wykeham à l'université d'Oxford.

## Biographie
Fils d'Edward Townsend, un professeur en génie civil au Queen's College de l'université nationale d'Irlande à Galway, John Townsend est né le 7 juin 1868 à Galway, dans le comté de Galway en Irlande. En 1885, il est admis au Trinity College de Dublin et complète sa formation en mathématiques en 1890, meilleur élève de sa promotion. Il obtient une bourse Clerk Maxwell Scholar et est admis au Trinity College de Cambridge, où il devient un étudiant chercheur en même temps qu'Ernest Rutherford. Au laboratoire Cavendish, il étudie sous la supervision de Joseph John Thomson. Il développe une théorie des collisions et publie d'importants résultats vers 1897 sur la conductivité électrique dans les gaz (décharge de Townsend). Son travail lui permet de calculer la charge électrique élémentaire à l'aide de brouillards de gouttelettes d'eau. Cette méthode sera améliorée par Robert Andrews Millikan (voir Expérience de la goutte d'huile de Millikan).
En 1900, John Townsend obtient la chaire de physique Wykeham à l'université d'Oxford. En 1901, il découvre l'ionisation des molécules et l'effet Ramsauer-Townsend (diffusion des électrons de basse énergie par les atomes d'un gaz noble). Le 11 juin 1903, il est élu fellow de la Royal Society (FRS). Il reçoit la médaille Hughes en 1914. Pendant la Première Guerre mondiale, il fait des recherches à Woolwich sur des méthodes de transmission sans fil pour le compte du Royal Naval Air Service.
Entre les deux guerres, Townsend a supervisé un groupe de chercheurs, plusieurs étant récipiendaires d'une bourse Rhodes, certains devenant des physiciens remarqués. Cependant, dans les années 1930, il est moins performant. Il est alors considéré comme un professeur ennuyeux, un superviseur de thèse dogmatique qui ne se tient plus à jour en physique. Pendant les années 1930, aucun scientifique allemand n'a demandé refuge à son laboratoire, alors que Frederick Lindemann s'est occupé de huit physiciens réfugiés, les recherches dans la physique des basses températures de quelques-uns donnant une réputation internationale à son département. Vers la fin des années 1930, l'université d'Oxford décide de construire un nouvel immeuble Clarendon et commande une étude sur les activités des deux laboratoires de physique. Quelqu'un suggère de convertir la chaire Wykeham en un laboratoire de physique théorique. Townsend, ayant refusé de soutenir l'effort de guerre, n'enseigne pas aux militaires. En 1941, l'université crée un conseil de surveillance (« visitatorial board »), qui juge Townsend coupable de mauvaise conduite et lui conseille de démissionner avant d'être renvoyé. Fait chevalier en janvier 1941, il préfère quitter en septembre.
Il a pris sa retraite à Oxford, où il est mort en 1957.
Townsend a épousé May Georgina, du comté de Galway, et ont eu deux fils. Son épouse s'est intéressée à la politique, est devenue conseillère municipale et a été deux fois maire d'Oxford.

## Distinctions
- Fellow of the Royal Society[3]

## Publications
- (en) The Theory of Ionisation of Gases by Collision, 1910
- (en) Motion of Electrons in Gases, 1925
- (en) Electricity and Radio Transmission, 1943
- (en) Electromagnetic Waves, 1951